# Phrynobatrachus calcaratus
Phrynobatrachus calcaratus es una especie  de anfibios de la familia Phrynobatrachidae.

## Distribución geográfica
Se encuentra en Camerún, República Centroafricana, Costa de Marfil, Guinea Ecuatorial, Ghana, Guinea, Liberia, Nigeria, Senegal y, posiblemente en Benín, República Democrática del Congo, Gambia, Guinea-Bissau, Malí, Sierra Leona y Togo.

## Estado de conservación
Se encuentra amenazada por la pérdida de su hábitat natural.